# فلادو ايفانوف
فلادو ايفانوف (بالبلغارية: Владо Иванов)‏ هو لاعب كرة قدم بلغاري في مركز الوسط، ولد في 15 يوليو 1993 في بلغاريا. لعب مع أكاداميك صوفيا وبوتيف فراتسا وسسكا صوفيا.

## وصلات خارجية
- فلادو ايفانوف على موقع قاعدة بيانات كرة القدم.إي يو (الإنجليزية)
- فلادو ايفانوف على موقع Soccerway.com (الإنجليزية)